# Zmarli w roku 1947
Lista osób zmarłych w 1947:

## styczeń 1947
- 8 stycznia – Tadeusz Kutrzeba, generał armii II Rzeczypospolitej, dowodził Armią „Poznań” (ur. 1886)
- 9 stycznia – Karl Mannheim, socjolog niemiecki (ur. 1893)
- 16 stycznia – Henryk Gąsiorowski, polski fotografik i krajoznawca (ur. 1878)
- 18 stycznia – Maria Teresa Fasce, włoska augustianka, błogosławiona katolicka (ur. 1881)
- 25 stycznia – Al Capone, amerykański mafioso pochodzenia włoskiego (ur. 1899)

## luty 1947
- 1 lutego – Stanisław Grolicki, polski aktor (ur. 1892)
- 2 lutego – Gunnar Stenbäck, fiński żeglarz, olimpijczyk (ur. 1880)
- 7 lutego – William Edwin Van Amburgh, członek zarządu Towarzystwa Strażnica (ur. 1863)
- 8 lutego – Józefina Bakhita, niewolnica pochodząca z Sudanu, kanosjanka, święta katolicka (ur. 1868)
- 12 lutego – Kurt Lewin, psycholog (ur. 1890)

## marzec 1947
- 8 marca – Ludwig Fischer, niemiecki zbrodniarz wojenny, gubernator dystryktu warszawskiego (ur. 1905)
- 12 marca – Smith Wigglesworth, brytyjski duchowny zielonoświątkowy (ur. 1859)
- 28 marca:
  - Dedë Maçaj, albański duchowny katolicki, męczennik, błogosławiony (ur. 1920)
  - Karol Świerczewski, działacz komunistyczny, radziecki, hiszpański i polski generał (ur. 1897)

## kwiecień 1947
- 1 kwietnia:
  - Harry E. Humphrey, amerykański spiker, lektor i aktor (ur. 1873)
  - Jerzy II Glücksburg, król Grecji (ur. 1890)
- 7 kwietnia – Henry Ford, amerykański konstruktor i przemysłowiec (ur. 1863)
- 14 kwietnia – Lucien Botovasoa, męczennik z Madagaskaru, błogosławiony katolicki (ur. 1908)
- 18 kwietnia – Jozef Tiso, słowacki polityk, ksiądz (ur. 1887)

## maj 1947
- 4 maja – Mieczysław Wolfke, polski fizyk, wielki mistrz WLNP (ur. 1883)
- 10 maja – Juliusz Osterwa, polski artysta aktor (ur. 1885)
- 11 maja – Serafin Koda, albański franciszkanin, męczennik, błogosławiony katolicki (ur. 1893)
- 17 maja:
  - Ignacy Dygas, polski śpiewak operowy (tenor), pedagog muzyczny (ur. 1881)
  - George Forbes, nowozelandzki polityk, w latach 1930–1935 premier Nowej Zelandii (ur. 1869)
- 23 maja – Charles Ferdinand Ramuz, pisarz szwajcarski tworzący w języku francuskim (ur. 1878)

## czerwiec 1947
- 3 czerwca – Julio César Tello, peruwiański archeolog (ur. 1880)
- 6 czerwca:
  - Władysław Raczkiewicz, polski polityk, w latach 1939–1947 prezydent Polski na emigracji (ur. 1885)
  - Eduard Sochor, czeski inżynier architekt (ur. 1862)
- 7 czerwca – Roman Kanafoyski, polski komandor porucznik, uczestnik wojny polsko-bolszewickiej i II wojny światowej (ur. 1901)
- 28 czerwca – Stanislav Kostka Neumann (ur. 1875)

## lipiec 1947
- 7 lipca – Alfred Rosenblatt, polski matematyk i astronom, przedstawiciel krakowskiej szkoły matematycznej (ur. 1880)
- 20 lipca – Karol Niedoba, polski nauczyciel i malarz, związany ze Śląskiem Cieszyńskim (ur. 1864)

## sierpień 1947
- 8 sierpnia – Anton Denikin, generał rosyjski (ur. 1872)
- 15 sierpnia – Klaudiusz Granzotto, włoski franciszkanin, błogosławiony katolicki (ur. 1900)
- 21 sierpnia – Ettore Bugatti, włoski projektant i konstruktor samochodów (ur. 1881)
- 24 sierpnia – Mirosław Bulešić, chorwacki duchowny katolicki, męczennik, błogosławiony (ur. 1920)
- 28 sierpnia – Manolete, hiszpański matador (ur. 1917)

## wrzesień 1947
- 1 września – Edvin Hagberg, szwedzki żeglarz, olimpijczyk (ur. 1875)

## październik 1947
- 4 października – Max Planck, fizyk niemiecki (ur. 1858)
- 17 października – Henryk Ferdynand Hoyer, polski biolog (ur. 1864)
- 30 października – Iwan Kriwoziercew (ros. Иван Кривозерцев), rosyjski chłop, świadek zbrodni katyńskiej (ur. 1915)

## listopad 1947
- 1 listopada – Teodor Romża, biskup eparchii mukaczewskiej kościoła katolickiego obrządku bizantyjsko-rusińskiego, męczennik, błogosławiony katolicki (ur. 1911)
- 4 listopada – Alexandru C. Cuza, rumuński ekonomista i prawnik, polityk o zapatrywaniach nacjonalistycznych i antysemickich (ur. 1857)
- 14 listopada – Marie Belloc Lowndes, angielska pisarka (ur. 1868)
- 17 listopada:
  - Ricarda Huch, niemiecka pisarka, historyk i filozof (ur. 1864)
  - Jozafat Kocyłowski, greckokatolicki biskup przemyski, męczennik, błogosławiony katolicki (ur. 1876)
- 20 listopada – Wolfgang Borchert, niemiecki pisarz (ur. 1921)
- 28 listopada – Philippe Marie Leclerc, marszałek Francji (ur. 1902)

## grudzień 1947
- 1 grudnia:
  - Godfrey Harold Hardy, angielski matematyk (ur. 1877)
  - Henryk Flame, pilot wojskowy, dowódca grup leśnych NSZ (ur. 1918)
- 24 grudnia – Charles Gondouin, francuski rugbysta, medalista olimpijski (ur. 1875)